# Belle (Virginia Occidental)
Belle es un pueblo ubicado en el condado de Kanawha en el estado estadounidense de Virginia Occidental. En el Censo de 2010 tenía una población de 1260 habitantes y una densidad poblacional de 623,7 personas por km².

## Geografía
Belle se encuentra ubicado en las coordenadas 38°14′7″N 81°32′12″O / 38.23528, -81.53667. Según la Oficina del Censo de los Estados Unidos, Belle tiene una superficie total de 2,02 km², de la cual 1,79 km² corresponden a tierra firme y (11,54%) 0,23 km² es agua.

## Demografía
Según el censo de 2010, había 1260 personas residiendo en Belle. La densidad de población era de 623,7 hab./km². De los 1260 habitantes, Belle estaba compuesto por el 97,7% blancos, el 0,63% eran afroamericanos, el 0,16% eran amerindios, el 0,32% eran asiáticos, el 0% eran isleños del Pacífico, el 0,08% eran de otras razas y el 1,11% pertenecían a dos o más razas. Del total de la población el 1,27% eran hispanos o latinos de cualquier raza.